# Terebellides fauveli
Terebellides fauveli is een borstelworm uit de familie van de Trichobranchidae. De wetenschappelijke naam van de soort werd voor het eerst geldig gepubliceerd in 2020 door Parapar, Martin en Moreira.